# André Girard (peintre)
Pour les articles homonymes, voir André Girard et Girard.
André Marcel Georges Girard, né le 25 mai 1901 à Chinon, en Indre-et-Loire, et mort le 2 septembre 1968 à Nyack aux États-Unis, est un écrivain, résistant, peintre, illustrateur, caricaturiste et affichiste français.
Pendant la Seconde Guerre mondiale, il fonde et dirige, avec pour pseudo « Carte » le réseau de résistance du même nom qui se veut indépendant de la France libre et obtient pour cette raison le soutien du Special Operations Executive (section F du SOE).

## Biographie

### Jeunesse
Fils aîné  de Marcel Girard, distillateur à Chinon, et d'Eva Neveu, il perd son père, mort de maladie, et se retrouve orphelin en 1915.
André Girard intègre l'École nationale supérieure des arts décoratifs puis en 1916 l'École des Beaux-Arts. Fuyant les bombardements la famille se réfugie en 1918 à Saumur chez les grands-parents d'André. C'est là qu'il rencontre le peintre Georges Rouault dont il devient l'élève et l'ami. Il sera également inscrit dans l'atelier de Pierre Bonnard. Il dessine déjà régulièrement.
Il effectue son service militaire sur la rive gauche du Rhin, alors occupée, avant d'être affecté à la bibliothèque de Saint-Cyr.

### Premiers succès
Libéré en 1923, il exerce les métiers de peintre, caricaturiste, décorateur de théâtre et affichiste publicitaire. En 1925 il est lauréat du concours pour l'affiche de l'Exposition internationale des arts décoratifs.
Il réalise, entre autres, les affiches publicitaires de Duco (1928-29), Peugeot (1930), Mercier Frères (1930), les cigarettes Gitanes (1930), Marconi (1935), Dubonnet, The Capehart,, Shell. Dans les années 1930, il est l'un des affichistes en vogue à Paris.
Il se marie le 5 avril 1924 à Asnières-sur-Seine avec Andrée Jouan et s'installe à Levallois-Perret, où naissent ses deux premières filles, Évie (qui épousera le pianiste Jean Casadesus) et Gabrielle dite Danièle (qui sera actrice sous le nom de Danièle Delorme), puis à Neuilly. Il commence également une longue collaboration avec Columbia dont il illustrera de nombreuses pochettes de disque et dont il dessine le logo. Ami de Zino Francescatti il décore (gouache) la pochette de son premier disque.
Il travaille également comme scénariste et acteur du cinéma parlant à ses débuts, cosignant notamment avec Jean Renoir le scénario de La Chienne (1931).

Paris-Midi, ancien journal

Dès l'arrivée d'Hitler au pouvoir en Allemagne, il publie de nombreux dessins politiques dans la presse, Les Échos, Paris-Midi, Paris-Soir, Match, Marianne, Le Rire, ceux-ci sont édités en 2005 sous le titre Hitler, Staline et compagnie. Dessins politiques de 1934 à 1942 avec une préface de Danielle Delorme.
Il voyage en France et dans toute l’Europe, multiplie les voyages en Italie et tombe sous le charme de Venise. En 1937, il embarque à destination de New York et sa carrière de peintre décolle. En 1938, il expose à la galerie Sullivan sur Park Avenue, c'est son maître et ami Georges Rouault qui signe la préface du catalogue de l'exposition.
La même année, à l'occasion de la foire internationale de San Francisco, il fait connaissance, et se lie d'amitié, avec le député USR Max Hymans.

### Début de la guerre

Zone libre et zone occupée.

Père de quatre enfants, il n'est pas mobilisé en 1939. Refusant de voir l'armée allemande dans Paris, il part en zone libre et s'installe à Antibes, où il loue deux appartements mitoyens au 10, boulevard du Cap, et s'installe avec ses quatre filles, Evie, Danièle, Théote et Marguerite qu'il prend souvent comme modèles. Il retrouve et fréquente Georges Rouault (Golfe-Juan) et Pierre Bonnard (villa Le Bosquet au Cannet), et vend des toiles dans la galerie tenue rue des Belges à Cannes par Aimé Maeght, il sympathise avec ce dernier et fonde enfin le réseau Carte.

### Le réseau Carte
Le 25 novembre 1940, il dîne avec un ami parisien, Henri Frager, architecte alsacien, dans un restaurant d’Antibes. Girard veut développer l’action locale. Frager se prépare à joindre Londres via l'Algérie en décembre.
En 1941, après plusieurs tentatives infructueuses de se rendre à Londres, Frager retourne à Antibes et reprend contact avec André Girard qui le recrute comme officier d'état-major du réseau Carte. Il prend comme pseudonyme Louba. Avec André Gillois et le colonel Jean-Émile Vautrin (responsable du 2e bureau), Girard et Frager recrutent pour le réseau Carte, qui se développe. En septembre, Girard rencontre un agent du SOE, Francis Basin dit Olive, et lui demande des armes.
André Girard et André Gillois utilisent leurs relations pour renforcer les effectifs du réseau : Germaine Sablon et son amant Joseph Kessel alias Pascal ainsi que son neveu, resté dans l'armée d'armistice, Maurice Druon, le polémiste Jean Nocher, les acteurs Jean Wall, Jean Nohain dit Jaboune et son frère Claude Dauphin, le sculpteur Jean Matisse (fils du peintre), Geneviève Rouault (fille de Georges), le député et secrétaire d'état socialiste Max Hymans, Georges Bauret alias Jean Bardanne, Jean Guignebert, René Lefèvre, Charles Delaunay, Armel Guerne et sa femme, le cinéaste Marc Allégret, le général Cochet, Joseph Imbert...
En 1942, le SOE envoie des fonds au réseau et réclame la présence à Londres de Girard, ou à défaut d'un membre du réseau. Pour cette mission, André Girard désigne Henri Frager. Le 30 juin 1942, le chalutier polonais Tarana embarque Frager et l'amène à Gibraltar, d'où il rejoint Londres par avion pour rencontrer les responsables de la French Section du SOE à Orchard Court : Maurice Buckmaster et son adjoint Nicolas Bodington, et probablement Charles Hambro et Colin Gubbins. Henri Frager leur explique les besoins du réseau en soutien, en moyens de communication, en armement... Le SOE, qui veut en savoir plus, le renvoie en France, accompagné de Nicolas Bodington, pour étudier de près les possibilités de travailler avec Carte. Dans la nuit du 29 au 30 juillet, la felouque Seadog débarque quatre agents au Cap d'Antibes : Frager dit Architect, Bodington dit Professor, Despaigne dit Magnolia, Yvonne Rudellat dite Soaptree.
De nouveaux membres rejoignent le réseau : Walthère Marly, Pierre Geelen, Pierre de Bénouville. Le 12 septembre 1942, Bodington, rentré en Angleterre, remet un rapport très favorable au réseau Carte, qui sera entériné par le SOE et à l'automne 1942, Radio-Patrie est créé par le SOE avec des membres de Carte,. À partir de cette date, on utilisera indifféremment les deux termes réseau Radio-Patrie ou réseau Carte. André Gillois et Jean Gandrey-Réty sont les premiers speakers de Radio-Patrie en octobre.
En novembre 1942, le reflux du réseau se confirme. Les Allemands ayant envahi la zone libre le 11, le SOE veut revoir ses plans avec Carte et ordonne à Girard de venir à Londres (message du 12 novembre à Adolphe Rabinovitch opérateur radio de SPINDLE). Après une série de ramassages (pick-up) ratés, des dissensions importantes se creusent entre Girard et Frager.
Le même mois, c'est l'affaire dite Marsac qui met l'Abwehr puis la Gestapo aux trousses du réseau Carte : l'Abwehr récupère un porte-documents contenant une liste de 50 et 200 noms, non codée, de noms et d'adresses de membre du réseau.
C'est André Marsac, un adjoint de Frager, qui aurait égaré ou se serait fait voler ce porte-documents dans un train à destination de Paris ou en gare de Marseille. Les versions varient suivant les sources sur l'auteur de la liste et de son acheminement ainsi que sur les circonstances de sa perte et de sa récupération :
- la version Frager : Girard veut transmettre la liste à Francis Suttill, arrivé en octobre pour diriger le réseau Prosper-PHYSICIAN et hébergé, à la demande de Nicolas Bodington, par Girard avenue de Suffren à Paris chez ses anciennes secrétaires Germaine et Madeleine Tambour. Il confie à André Marsac le soin de l'acheminer de Marseille à Paris[23].
- la version Girard : Girard dément être l'auteur de cette liste, ce qui correspond, d'après Thomas Rabino, à sa prudence « maladive ». Il reconnaît toutefois avoir chargé André Marsac, indiqué par Frager comme digne de confiance, de remettre un pli important au capitaine Bartoli de Mandres, parti prendre la direction des groupes du sud-est. Peu de temps avant, il avait refusé un modèle de fiche proposé et inventé par le même Marsac, contenait de nombreux renseignements sur les membres du réseau, dont leurs noms et adresses, ce qui lui semblait inadmissible[31]. « Je n'avais pas eu le temps de coder les ordres principaux, reconnaît Girard, [il] avait perdu le courrier en question, plus les fiches dont j'avais refusé le modèle »[31].

On ne sait pas dans quelles conditions cette liste passe des mains de Marsac à celles de l'Abwehr, mais le commissaire de police Dubois, membre du réseau, est informé — ou aurait récupéré la liste — et les personnes concernées sont prévenues rapidement.
Frager prépare un rapport pour Londres, critiquant Girard et demandant sa tête. Ce dernier le découvre et constate que Henri Frager et Peter Churchill alias Raoul, chef du réseau SPINDLE, s'entendent contre lui.
Au début de 1943, Girard refuse une fusion dans Combat, qu'il estime trop proche du gaullisme. Il repousse sans cesse son départ pour Londres demandé avec insistance par le SOE. À la suite d'un ultimatum du SOE, qui menace de fermer l'émission Radio-Patrie, il cède et se rend en Angleterre dans la nuit du 20 au 21 février, ramassé (pick-up) par un Hudson près d'Arles. Le SOE s'oppose à son retour en France, ayant eu la confirmation que depuis l'origine les effectifs réels du réseau étaient beaucoup moins importants que ne le prétendaient Girard et Frager.
Après son départ, Jean-Paul Méjean, alias Mesnard, prend la tête de ce qui reste localement du réseau. Le réseau Prosper-Physician du SOE, dirigé par Francis Suttill, prend également le relais du réseau Carte, notamment en s'appuyant sur son important fichier.
En mai 1943, Girard apprend qu'Andrée, sa femme, a été arrêtée en avril. Elle sera déportée en janvier à Ravensbrück. Libérée en avril 1945, elle rejoindra André à New York en septembre 1945.
Il rompt avec le SOE et après de longues négociations entre Américains et Anglais — qui aboutissent à un accord secret comportant l'interdiction d'utiliser des installations radiophoniques et de se rendre en Afrique du Nord — il obtient son exit permis. Il part en septembre 1943 aux États-Unis, où il restera jusqu'à sa mort.

### Aux États-Unis
Aux États-Unis, il rencontre Alexis Leger (Saint-John Perse) en octobre 1943 et s'active au sein du courant antigaulliste. Il donne également des conférences et écrit des articles et des livres, où il manifeste son opposition à la fois aux Britanniques et aux Gaullistes.
À New York, il peint des toiles d'inspiration religieuse (chemins de croix, apocalypse...) et publie en 1947 Peut-on dire la vérité sur la Résistance ?, dans lequel il conteste certains points du livre de Bénouville, Le Sacrifice du matin.
Le 8 juillet 1947, il est décoré de la Legion of Merit,, par Roscoe Hillenkoeter, le directeur de la CIA.
En 1950, il utilise une technique qu'il nomme peinture sur lumière, peignant directement sur de la pellicule selon le procédé inventé par Norman McLaren dans les années 1930. Il utilise cette technique dans les films The Story of the Nativity pour Hallmark Hall of Fame: A Christmas Festival en 1959 et Sermon on the Mount (29 minutes) qu'il réalise le même année.
En 1952, il réalise la décoration de plusieurs églises à New-York, dans le Vermont, chapelle du Mont Mansfield, et en Californie, la Saint Ann Chapel à Palo Alto,, dont il peint les vitraux.
George Stevens lui commande 352 toiles de scènes bibliques pour le film La Plus Grande Histoire jamais contée (1965),.
Il meurt à Nyack, aux États-Unis, le 2 septembre 1968, où il est enterré.

## Œuvres

### Peintures et dessins
Les filles d'André Girard ont répertorié et documenté une grande partie de son œuvre. Un fonds de plus de deux mille œuvres est conservé à l'atelier André Girard dans le 14e arrondissement de Paris.
- Trois voiliers venant du Lido allant à Venise[47]
- Palais des Doges à Venise[48]
- Quai des Esclavons à Venise[49]
- Chanteuse à Harlem[50]
- Visions de l'Apocalypse : le Cheval[51]
- vers 1945 - Au Concert, dessin, Art Institute of Chicago[52]
- vers 1948 - Peinture pour la collection De Beers, reproduite dans Life du 8 novembre 1948[53]
- vers 1950 - Chemin de Croix, collection de la Galerie Madaba rue Bergère à Paris, 14 panneaux préparatoires pour la décoration de la Saint Ann Chapel à Palo Alto[54]

### Livres
- Bataille secrète en France, Brentano's, New York, 1944[55],[56],[57].
- Peut-on dire la vérité sur la Résistance ?, Éditions du Chêne, 1947[58]
- Hitler, Staline et compagnie. Dessins politiques de 1934 à 1942, Buchet-Chastel, 2005Préface de Danièle Delorme, Chronologie et commentaires historiques de Pascal Imaho[59]
- Venise, Seuil & Atelier André Girard, 2002[60]

### Illustrations
- Le Scarabée d'or et La Chute de la maison d'Usher, nouvelles d'Edgar Allan Poe[5]
- La Complainte du vieux marin, poème de Samuel Taylor Coleridge[5]
- Héraclite d'Ephèse illustré par André Girard, Lipton, 1949[61]
- Sayings of Jesus : the Sermon on the mount and the Instructions to the disciples illustré par André Girard, Chi Rho Press, Marquette University, 1956[62]?
- Nohain - Mireille - Tabet - Sauvat - Rivière  - Delettre - Pills - Les Chansons de Pills & Tabet - Illustrations d'André Girard, Paris, Raoul Breton, sans date

### Affiches
- 1925 - Exposition internationale des arts décoratifs et industriels modernes, ministère du Commerce et de l'Industrie, Paris, 1925[63]
- 1936 - Lucienne Boyer, palais des fêtes de Roanne[64]
- 1937 - Film Le chanteur de minuit de Léo Joannon[65]
- 1937 - Tino Rossi, collection privée[66]
- Mireille, vedette des disques Columbia, collection privée[67]
- Marianne Oswald, Les soutiers, artiste Columbia[68]

### Pochettes de disques
- 1932 - Pills et Tabet, La fille de Lévy et Couchés dans le foin de Mireille et Jean Nohain, Columbia (aquarelle)[69]
- 1933 - Gilles et Julien, Dollar, Columbia DF 1026[70]
- 1941 - Jean Sablon, Le Petit chemin, Le Chant des tropiques, Vedette Columbia[71]

### Cinéma
Scénariste
- 1931 : La Chienne de Jean Renoir[72]
- 1932 : Baleydier de Jean Mamy

Acteur
- 1933 : Mireille de René Gaveau

### Films
André Girard a peint sur pellicule 35 films :
- The Story of the Nativity pour Hallmark Hall of Fame: A Christmas Festival (1959)[41],[73]
- Sermon on the Mount (29 minutes) (1959)
- Abraham, film en couleur de 75 minutes projeté au Queensborough Community College in Bayside, Queens en novembre 1968[74] et au Royal Albert Hall, à Londres, accompagné d'un orchestre symphonique et de 150 choristes en 1969[16]

### Sources et bibliographie
- Michael R. D. Foot, Des Anglais dans la Résistance. Le service secret britannique d'action (SOE) en France 1940-1944, annot. Jean-Louis Crémieux-Brilhac, Tallandier, 2008[75],[76]
- Hugh Verity, Nous atterrissions de nuit…, 5e édition revue et augmentée, éditions Vario, 2004[77]
- Peter Churchill, Missions secrètes en France, 1941-1943, Presses de la Cité, 1967[78]
- Thomas Rabino, « André Girard », Dictionnaire historique de la Résistance, Robert Laffont, 2006.
- Thomas Rabino, Le Réseau Carte : histoire d'un réseau de la Résistance antiallemand, antigaulliste, anticommuniste et anticollaborationniste, Paris, Perrin, 2008, 398 p. (ISBN 978-2-262-02646-2).
- Thomas Rabino, « Entretien avec Danièle Delorme », in Histoires(s) de la dernière guerre. 1939-45, au jour le jour, bimestriel, no 09, janvier-février 2011, p. 4-7.
- Michel Roger Augeard, Melpomène se parfume à l'Héliotrope, Jean-Claude Lattès, février 2012[79]